# Ophthalmis haemorrhoidalis
Ophthalmis haemorrhoidalis är en fjärilsart som beskrevs av Guérin-meneville 1838. Ophthalmis haemorrhoidalis ingår i släktet Ophthalmis och familjen nattflyn. Inga underarter finns listade i Catalogue of Life.